# Ethiolygrus juheli
Ethiolygrus juheli är en skalbaggsart som beskrevs av Karl Adlbauer 2008. Ethiolygrus juheli ingår i släktet Ethiolygrus och familjen långhorningar. Inga underarter finns listade i Catalogue of Life.